# Max Bucaille
Pour les articles homonymes, voir Bucaille.
Max Bucaille, né le 30 juin 1906 à Sainte-Croix-Hague près de Cherbourg et mort le  1er avril 1996 à Limeil-Brévannes, est un artiste peintre, sculpteur et poète français.

## Biographie
Mathématicien de formation, il écrit des poèmes et réalise des collages surréalistes dès 1930. Il collabore à des revues et des publications artistiques dès les années 1936-1939. Il devient membre du Groupe surréaliste révolutionnaire (1947-1949). Il est connu pour ses collages et peintures surréalistes et fantastiques. C'est le créateur d'une nouvelle technique picturale, la photopeinture. Il est également membre du Collège de Pataphysique. 
En 1958, il est l'un des fondateurs et représentants principaux de la revue et du groupe international Fantasmagie, dans la mouvance du mouvement réalisme fantastique[réf. souhaitée] dont il fut l'un des membres.

## Ouvrages
- Collages, 3 tomes, [s.l.] : [s.n.], 1938-1984, [catalogue]
- Les Cris de la fée, Paris, GLM , 1939,  [18] f., seize collages.
- Images concrètes de l'insolite, Paris, le Loup pendu, 1936, [4] p.-[8] f. de pl.
- Les Pays égarés, Paris, R. Debresse, 1937, 48 p. dont [7] f. de pl.
- Le Scaphandrier des rêves, Paris, GLM, 1950; [4] p.-[12] f. de pl.
- Entre le sommeil et le noir, Amiens, le Nyctalope, 1982, [7] f. de pl., sept collages
- Géomancie du regard, Amiens, Le Nyctalope, 1985, 15 p. - 30 f. de pl., 30 collages.